# منطقه تاریخی کلیسای دانمارکی تسبیح مقدس
منطقه تاریخی کلیسای دانمارکی تسبیح مقدس (به انگلیسی: Holy Rosary–Danish Church Historic District) یک بافت تاریخی در ایالات متحده آمریکا است که در ایندیانا واقع شده‌است. این منطقه دربرگیرنده ۱۸۳ ساختمان عمدتاً مسکونی است که در منطقه تجاری مرکزی شهر ایندیاناپلیس قرار دارد. در واقع بین سال‌های ۱۸۷۵ تا ۱۹۳۰ گسترش یافت و شامل نمونه‌هایی از معماری سبک ایتالیایی، دوره احیای گوتیک، احیاء تودور انگلیسی و یادآور دوران رنسانس است. مدرسه عمومی هوراس‌مان شماره۱۳ جدای از این منطقه قرار دارد. سایر ساختمان‌های قابل توجه عبارتند از: خانه جان کرینگ (حدود ۱۸۷۲)، کلیسای لوترن انجیلی دانمارکی ترینیتی (۱۸۷۲)، خانه جان واندز (۱۸۵۷)، خانه هنری هامبورگ حدود ۱۸۷۰، خانه ساموئل کیلی حدود ۱۸۷۰، کلبه ماریا وونش (حدود ۱۹۰۰) و کلیسای کاتولیک تسبیح مقدس (۱۹۱۱–۱۹۲۵).
این منطقه در سال ۱۹۸۶ در ثبت ملی مکان‌های تاریخی ثبت شد.